# Rhynchophorinae
Rhynchophorinae Schönherr, 1833 è una sottofamiglia di coleotteri  della famiglia Dryophthoridae.

## Tassonomia
Comprende le seguenti tribù:
- Diocalandrini Zimmerman, 1993
- Litosomini Lacordaire, 1865
- Ommatolampini Lacordaire, 1865
- Polytini Zimmerman, 1993
- Rhynchophorini Schönherr, 1833
- Sphenophorini Lacordaire, 1865